# Ekspres, ekspres
Ekspres, ekspres je slovenski romantični komično dramski film iz leta 1997. Za Igorja Šterka je to celovečerni prvenec. Spogleduje se z estetiko nemega filma.
Ob izidu je bil poleg uspešnice Outsider zaradi uspešne festivalske kariere proglašen za novi val slovenskega filma. Bil je na rednem kinosporedu v Nemčiji in tako postal prvi slovenski film po več kot tridesetih letih, ki se je predvajal v kinih v eni izmed držav Evropske unije.

### Zgodba
Ivan se po smrti očeta odpravi na brezciljno pot z vlakom, na kateri spozna več potnikov, tudi dekle, s katerim se zbliža. V filmu se pojavijo še strogi kondukter, ki preganja potnike brez vozovnic, keatonovski slepi potnik, ki podira drevesa in se privezuje na tračnice, da bi prišel na vlak in ga nenehno mečejo ven, železničarji, ki dolgčas preganjajo z nogometom, dobrodušnež, ki se z barvnimi baloni prebija skozi ozke hodnike vlaka, gluhonema popotnika, ki edina v filmu ves čas govorita in glasbenik, ki po postajah za drobiž prepeva Tih deževen dan. Glavni junak na prazni železniški postaji odpleše glasbeno sekvenco iz Vivaldijevih Štirih letnih časov. Film dopolnjujeta nostalgična avtorska godalna glasba in Vivaldijeve intervencije. 

## Financiranje, produkcija in trženje
Projekt je ocenjen na 99.300.000 tolarjev (414.371 evrov). Sofinanciral ga je Filmski sklad RS (227.090 evrov). Producent je bil Igor Šterk iz A.A.C. productions, koproducent pa TV SLO.
Film je med prvimi, katerih financiranje je v celoti vodil Filmski sklad RS, ki je pri tem nasledil Ministrstvo za kulturo. Posnet je bil v treh mesecih leta 1995, s konca avgusta, med lokacijami so bili železniška proga med Kočevjem in Grosupljem ter Primorska.
Eden izmed zaposlenih na Slovenskih železnicah je bil ekipi ves čas na voljo. Podjetje jim je na razpolago dalo tudi odslužene vlake, promocijsko pa je v središču Ljubljane postavilo muzejski vlak s fotografijami s snemanja.

## Odziv kritikov in gledalcev

### Kritiki
Ženja Leiler je napisala, da pridevnik avtorski v Šterkovem primeru ne pomeni psevdointelektualiziranja, ampak samosvojo atmosfero in formo. Ekspres, ekspres se po njenem spogleduje s Tatijevo reciklažo klasične komedije in je topla in zavestno naivna vera v nekonfliktno in nekaotično življenje. Zmotilo jo je pomanjkanje tematskih in scenskih detajlov ter gegovskega humorja, zaradi česar Šterkov vlak kljub natančnemu ritmu v prvi polovici vozi tudi v praznem teku. Glavnima junakoma je očitala, da sta zaradi pomanjkanja subverzivnosti in konfliktnosti preveč pasivna. Film je pohvalila kot toplo, svežo, zračno in izbrušeno vajo v slogu s subtilno atmosfero, ki se poklanja stoletni filmski zgodovini. Všeč so ji bili fotografija, montaža in z nemim miljejem stopljen melanholični Baković, katerega brcajoči ples je označila za antologijski.
Dolenjski list je zmotilo, da Ivan kadi plave Gauloises, ko vozne karte plačuje v dinarjih in je sprevodnik v uniformi Jugoslovanskih železnic, nekaj trenutkov kasneje pa izreže svojo fotografijo iz slovenskega potnega lista.

### Obisk v kinu
Film je videlo 8839 gledalcev.

## Zasedba
- Gregor Baković: Ivan Podobnik
- Barbara Cerar: dekle
- Lojze Rozman: sprevodnik
- Andrej Rozman Roza: slepi potnik
- Cole Moretti: potujoči glasbenik
- Gregor Čušin
- Peter Musevski

## Ekipa
- fotografija: Valentin Perko
- glasba: Mitja Vrhovnik Smrekar
- montaža: Stanko Kostanjevec
- scenografija: Matjaž Pavlovec
- kostumografija: Vesna Černelič
- maska: Gabriela Fleischman[9]
- oblikovanje zvoka: Hanna Preuss[9]
- lutke: Alenka Pirjevec po likovni predlogi Marka Škrlepa[11]

## Nagrade
- 1998: nagrada Prešernovega sklada za režijo: Igor Šterk
- 1998: nagrada zlata ptica za režijo: Igor Šterk (podeljuje Liberalna akademija. Žirija: predsednica Alenka Zupančič in člani Diana Koloini, Mitja Vrhovnik Smrekar, Živa Brecelj, Miha Mazzini, Simon Popek ter Vojteh Ravnikar.)[12]

### 6. Slovenski filmski maraton 1997
- nagrada za režijo (Obrazložitev: »Režiser se je odločil svojo  zgodbo povedati skoraj brez besed, kar je dokaj tvegana odločitev. Izpeljal jo je v duhoviti maniri z ekonomičnimi izraznimi sredstvi, dosledno karakterizacijo likov in solidno vizualno kontinuiteto ter ustvaril občuteno in poetično delo.«)
- nagrada za fotografijo (Obrazložitev: »V filmu Herzog se rafinirana slikovna zasnova  do podrobnosti sklada  z  nekoliko izumetničeno, a gladko tekočo pripovedjo. Nasprotno pa se v filmu Ekspres-Ekspres Perkova kamera iznajdljivo sooči z izzivom omejenega prostora, fragmentiranega dejanja in sanjske stvarnosti.«)
- nagrada za scenografijo (Obrazložitev: »Pavlovčeva scenografija je pokazala, da je mogoče na zelo omejenem prizorišču, kot je vlak s svojimi potniki in postajami, zasnovati občuten intimističen okvir, v katerega je postavljena zgodba mladega para sredi bežečega sveta.«)
- nagrada za zvok
- Stopova nagrada za igralca leta: Gregor Baković (Žirija revije STOP, ki so jo sestavljali Boštjan Hladnik, filmski režiser, predsednik, in člana Jelka Stergel, direktorica Film Art Festa v Ljubljani in Miha Bruh, pomočnik glavnega in odgovornega urednika revije STOP)
- Nagrada Fipresci, priznanje za avtorski dosežek: Igor Šterk (Žirija Društva slovenskih filmskih kritikov in publicistov v sestavi Živa Emeršič Mali, Silvan Furlan in Simon Popek. Obrazložitev: »Debitantski prvenec scenarista in režiserja Igorja Šterka zaznamujeta pogum in nekonvencionalnost avtorskega pristopa, česat v slovensem filmu ne srečamo prav pogosto. Šterkov film se na eni strani spoštljivo in nostalgično priklanja preteklim filmskim časom in velikim vzornikom, na drugi pa občutljivo odkriva in zaznava nove prostore filmske slike in zvoka, ki jih sestavlja v svojevrstno ljubezensko pripoved.«)[13]

## Datumi izida
- Slovenija: kino Komuna, Ljubljana. 16. april 1997[14]

## Izdaje na nosilcih
- Ekspres ekspres. videokaseta. Šentrupert : Karantanija film, cop. 1997
- Ekspres ekspres. video DVD. Ljubljana : Andromeda, 2005. Zbirka Novi slovenski film. (vključuje tudi filmski napovednik, podnapise, fotogalerijo, intervjuje z ustvarjalci, zakulisno dogajanje, neobjavljene posnetke iz filma in študentski film Razglednice).[15]
- Ekspres ekspres. zvočni CD. Ljubljana : Nika, 1997